# Audio para automóvil

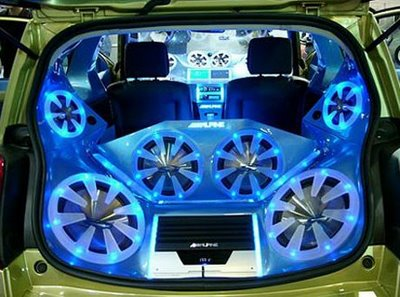
Sistema de sonido tuning con luz azul

Audio para automóvil es el término usado para describir el sistema de sonido de automóviles. Estos pueden variar según lo deseado por el usuario.

## Tipos

### Stock Car Audio
Se refiere al sistema de audio equipado de serie en los vehículos, tal y como sale de fábrica.

### Custom Car Audio (personalizado)
Son los componentes normalmente añadidos y personalizados por propio el cliente, que generalmente son más potentes que los del fabricante original. Su instalación es totalmente personalizada y única, jugando con distintos modelos y potencias de bocinas, amplificadores, tweeters, subwoofers, lectores de disco compacto, DVD, MP3, Bluetooth, entre otros componentes que se pueden añadir opcionalmente.

## Historia

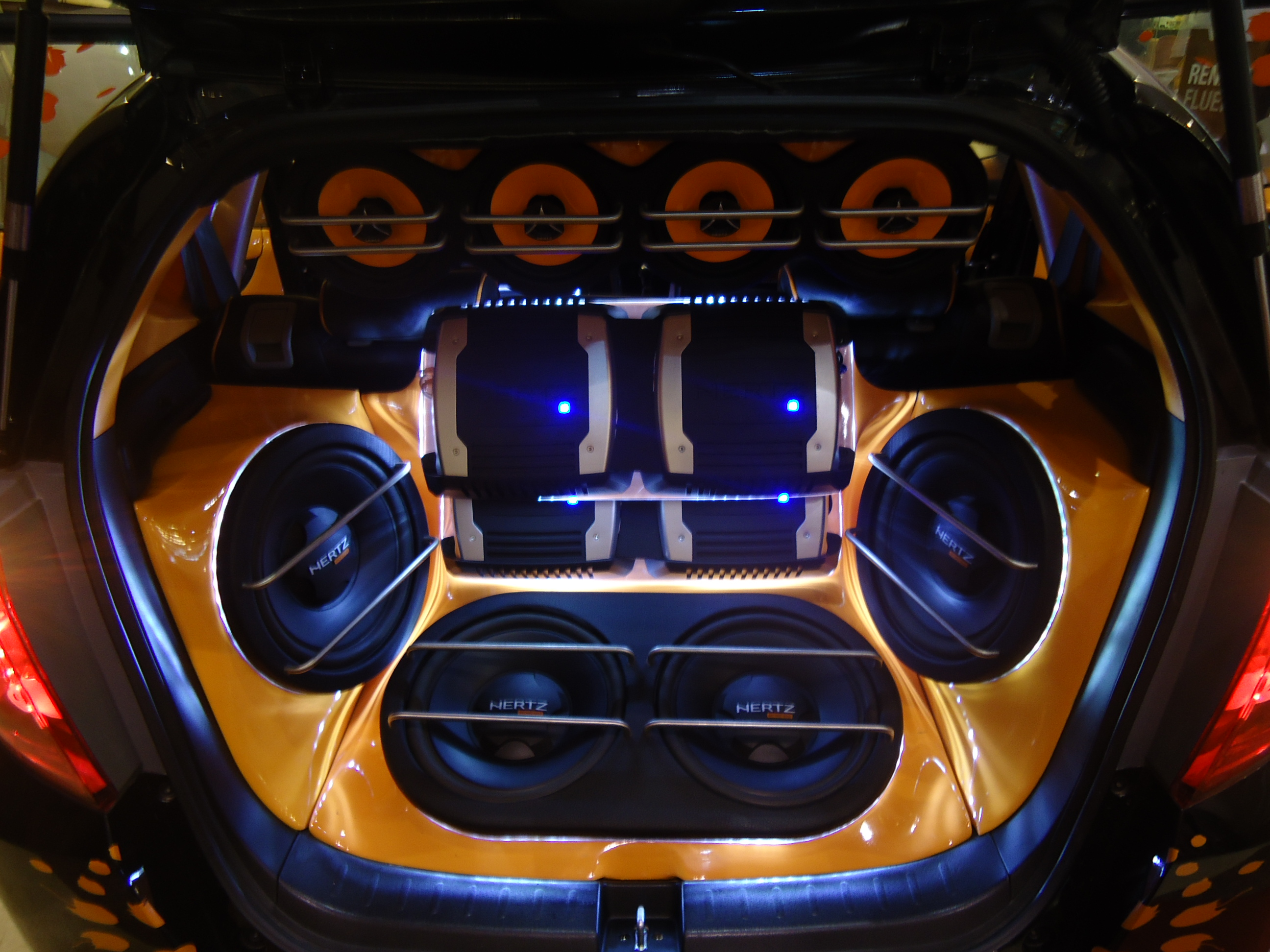
Sistema de audio fabricado por Hertz instalado en un Honda Jazz

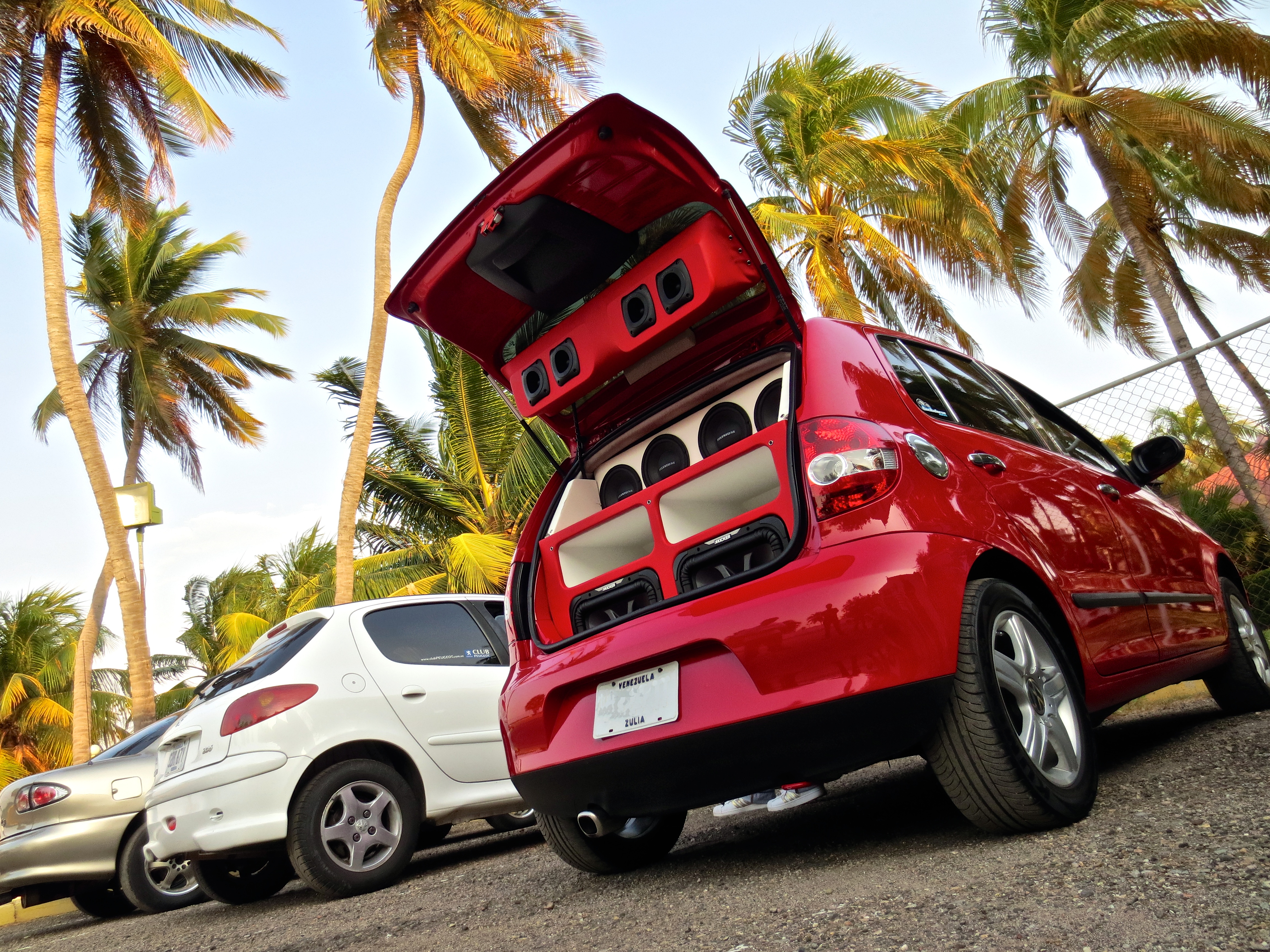
Sistema de audio personalizado

Se ofrecían productos a finales de los años 1970 y principios de los 80 por parte de la compañía Pioneer Corporation, que era un equipo de sonido con reproductor de casetes, el cual hacía conjunto con un ecualizador de producido por Clarion.
Un sistema de car audio se refiere a uno que ha sido especificado para cada vehículo por el fabricante. Un sistema audio personalizado de instalación puede involucrar muchos otros componentes, desde la actualización de la radio a una auténtica personalización de un coche en torno a su equipo de audio.
La más común y conocida pieza de equipo de audio es el reproductor principal, el cual cuenta con radio, reproductor de casetes, de CD y hasta reproductor de DVD, que genéricamente se describe como una cabeza de unidad. También es el componente más probable a ser demandado después con un tema de mercado. Un reciente desarrollo en tecnología de la unidad central, ha sido la incorporación de reproductores de CD compatibles con MP3, Ogg, Windows Media Audio, USB y Bluetooth. Recientemente se han ofrecido sistemas built-in para reproductores de CD como "misfeatures", ya se copia su contenido ("queman sus CDs") en computadoras personales. Otros tipos más modernos incluyen una pantalla táctil capaz de controlar la navegación, películas en DVD, reproductores de mp3, copias de seguridad de cámara, entre otros accesorios.
La mayoría de los automóviles modernos incluyen al menos un reproductor de CD con grabadora y algunos tienen la opción de cambiador de CD con varios discos, ya sea en la cabeza propia o en una unidad separada, que normalmente se instala en la consola o en la cajuela.
También se cuenta con productos y dispositivos más sofisticados y específicos para dividir las frecuencias pasiva o activamente para separar todo el espectro de frecuencias audibles, para así resaltar las diferentes etapas de potencia que, a su vez, harán mover las diferentes bocinas diseñadas para tales zonas del espectro sonoro. Los subwoofers que se mueven por acción de las frecuencias bajas son los más grandes en este sentido, pudiendo existir algunos de hasta 32 pulgadas (81,3 cm) de diámetro.[cita requerida]